# Ane Marcelle dos Santos
Ane Marcelle Gomes dos Santos (Brasil, 12 de enero de 1994) es una arquera brasileña. Es parte de la delegación brasileña en los Juegos Olímpicos de París 2024.

## Biografía
Debutó en 2009. En 2014 ganó una medalla de bronce en el torneo individual femenino de arco recurvo en los Campeonatos Panamericanos de Tiro con Arco en Argentina. En los Juegos Olímpicos de Río de Janeiro 2016 quedó como una de las 16 finalistas.
Fue seleccionada por el Comité Olímpico Brasileño para competir por el equipo de tiro con arco de la nación anfitriona en los Juegos Olímpicos de Verano de 2016 en Río de Janeiro, disparando en los torneos de recurvo individuales y por equipos. En primer lugar, dos Santos obtuvo 637 puntos, 17 dieces perfectos, y 7 blancos, para liderar el equipo de casa para el vigésimo sexto cabeza de serie de cara al sorteo eliminatorio de la ronda de clasificación, junto con la puntuación acumulada del trío de 1.845. 
Compitió en los Juegos Olímpicos de Verano de 2020.